# محمد شرف الدين مارقي
الجنرال محمد شرف الدين مارقي (بالفرنسية: Mahamat Charfadine Margui ) (ولد في 11 أغسطس 1976 ) عسكري وسياسي تشادي وزير الأمن العام والهجرة   في جمهورية تشاد وكان جنرالًا ومسؤولًا تنفيذيًا كبيرًا في الأمم المتحدة وقاضيًا متعدد اللغات.

## الحياة العلمية[3]
من مايو 2023 : وزير الامن العام والهجرة في جمهورية تشاد
من فبراير 2021 إلى الوقت الحاضر: رئيس عمليات عنصر الشرطة في بعثة الأمم المتحدة في سام/مالي
من يونيو 2018 إلى يناير 2020 : نائب مدير عام جهاز الأمن الوطني
2016 إلى 2018: نائب مدير الشرطة القضائية
2014-2016 : رئيس دائرة الموارد العامة والأمن
2012 - حائز على المدرسة الوطنية للتكوين القضائي: القضاء .
2011-2012 : نائب مدير الموارد البشرية بوزارة الشؤون العقارية والمجالس
2009-2011 : قائد شرطة الأمم المتحدة في منطقة نزي كوموي في كوت ديفوار نيابة عن بعثة الأمم المتحدة للسلام: عملية الأمم المتحدة في كوت ديفوار؛ ساحل العاج
2004-2006 : بعثات الأمم المتحدة الدولية : بعثة الأمم المتحدة لتحقيق الاستقرار في هايتي ؛ موظف مسؤول عن الإحصاءات الجنائية، وجمع ومعالجة المعلومات في خلية JMAC ( مركز تحليل البعثة المشتركة)/ بعثة الأمم المتحدة/هايتي. ضابط اتصال في مركز عمليات الشرطة التابع لبعثة الأمم المتحدة لتحقيق الاستقرار في هايتي ضابط اتصال مع الشرطة الوطنية الهايتية كجزء من بعثة الأمم المتحدة في هايتي/بعثة الأمم المتحدة لتحقيق الاستقرار في هايتي
2003-2004 : نائب مفوض المراقبة الإقليمية لمدينة نجامينا
2002-2003 : موظف مسؤول عن مراقبة وترخيص إصدار بطاقات الهوية الوطنية في مديرية التعريف القضائي
عضو في العديد من لجان التحقيق المسؤولة عن تنفيذ القضايا الجنائية الكبرى.
المستوى الدولي : المشاركة في العديد من ورش العمل الدولية واجتماعات لجان المديرين والندوات المتعلقة بالتعاون الدولي والإقليمي ( المساعدة القانونية الجنائية المتبادلة والتخطيط العملياتي ) المخصصة لمكافحة الإرهاب والجريمة المنظمة وتمويل الإرهاب والاتجار بالمخدرات.
على مستوى المجموعة الخماسية لمنطقة الساحل : نائب رئيس اللجنة المسؤولة عن وضع الإطار المفاهيمي وتفعيل عنصر الشرطة في مجموعة الخمس.
المستوى الوطني : قائد الفريق المسؤول عن مشروع إحداث وتعيين وحدة التحقيق الوطنية لعنصر الشرطة في القوة المشتركة لمجموعة الخمس لمنطقة الساحل.
وامتد قائد الفريق المسؤول عن إنشاء وحدة مكافحة الإرهاب ليشمل هيئات الدفاع والأمن الأخرى بما في ذلك المهام القضائية الملحقة بوحدة مكافحة الإرهاب التابعة لمكتب المدعي العام في نجامينا.
خلال 23 عاما من الخبرة في مجال الأمن الداخلي والخارجي وعلى المستوى الدولي ( الأمم المتحدة )، وخاصة في مجال الاستخبارات والعمليات والشرطة القضائية، قدمت دائما مساهمتي المتواضعة في نجاح المهام الموكلة إلي. ولا يزال هذا هو دافعي والتزامي بفكرة الخدمة العامة.

## الأوسمة الفخرية
- وسام الأمم المتحدة/البعثة المتكاملة في مالي/مالي (2021-2022)
- وسام الأمم المتحدة/عملية الأمم المتحدة في كوت ديفوار/ ساحل العاج (2009-2011)
- ميداليات الأمم المتحدة لحفظ السلام (2005-2006)
- الاستحقاق العسكري مع السعفة الذهبية للأعمال البطولية المقدمة للأمة: فبراير 2008